# Frédéric Oudéa
Pour les articles homonymes, voir Oudéa.
Frédéric Oudéa, né le 3 juillet 1963 à Paris 15e (Seine), est un homme d'affaires français, dirigeant de banque et de grande entreprise.
Inspecteur des finances, il fait partie des conseillers de Nicolas Sarkozy durant son passage au ministère du Budget. Il est recruté par la Société générale en 1995. Après l'affaire Kerviel, qui frappe la banque en janvier 2008, il en est nommé directeur général. Frédéric Oudéa accède au poste de P-DG en mai 2009. En mai 2015, il quitte la présidence du groupe pour se consacrer à la direction générale de la Société générale. Il reste en poste jusqu'en mai 2023, date à laquelle il rejoint Sanofi en qualité de président.
Il est le mari de l’ancienne ministre des Sports et des Jeux olympiques et paralympiques et actuelle présidente du Comité national olympique et sportif français, Amélie Oudéa-Castéra.

## Biographie

### Famille et formation
Frédéric Robert André Oudéa naît le 3 juillet 1963 dans le 15e arrondissement de Paris, il est le fils de Paul Oudéa, gastro-entérologue d'origine hongroise au Centre hospitalier universitaire de Nantes, qui meurt en 1976. Sa mère, Marie-Claire Domart, chercheuse à l'Inserm, s'installe à Paris avec ses trois enfants,.
Frédéric Oudéa obtient son baccalauréat à l'âge de seize ans avant d'entrer en classes préparatoires aux grandes écoles au lycée Louis-le-Grand. Il intègre l'École polytechnique (promotion 1981) et suit plus tard les cours de l'École nationale d'administration (promotion 1987 Fernand-Braudel),.
Après une union libre avec Véronique Morali (énarque et femme d’affaires) avec qui il a deux filles,,, Frédéric Oudéa épouse Amélie Castéra le 22 juillet 2006. De ce mariage sont nés trois garçons, dont Pierre Oudéa-Castéra (2011), l'un des meilleurs espoirs français de sa génération en tennis, demi-finaliste en simple et finaliste en double du championnat de France 13-14 ans en 2025,.
Son épouse, ancienne joueuse de tennis professionnel et directrice générale de la Fédération française de tennis de 2021 à 2022, est nommée ministre des Sports et des Jeux olympiques et paralympiques au sein du gouvernement Élisabeth Borne le 20 mai 2022. Elle obtient en plus les portefeuilles de l'Éducation nationale et de la Jeunesse dans le gouvernement de Gabriel Attal le 11 janvier 2024. Empêtrée dans les polémiques, elle ne les conserve que 28 jours et demeure aux Sports et aux Jeux olympiques et paralympiques jusqu'au 21 septembre 2024 et son départ du gouvernement,. Elle est élue le 19 juin 2025 à la tête du Comité national olympique et sportif français.
Daniel Bouton, son prédécesseur au poste de PDG de la Société générale, a permis la rencontre des époux, qui forment rapidement un couple « parangon des élites françaises », « engagé dans la vie publique », proche de Valérie Pécresse et de son mari.

### Ministère du Budget
Inspecteur des finances, il suit son supérieur Pierre Mariani et entre en 1993 au cabinet de Nicolas Sarkozy, alors ministre du Budget et de la Communication,. Frédéric Oudéa y est conseiller technique, chargé des Affaires sociales, européennes et agricoles,.

### Société générale
En 1995, Frédéric Oudéa est recruté par la Société générale. Après avoir exercé différentes fonctions à Londres et au siège français de la banque, il est nommé directeur financier en 2003. Il fait partie des successeurs potentiels de Daniel Bouton,. Durant l'affaire Kerviel, ses équipes préparent l'augmentation de capital permettant de renflouer la banque,. La direction générale du groupe lui est confiée en mai 2008, alors que Daniel Bouton conserve le poste de président du conseil d'administration,.
En mars 2009, Frédéric Oudéa fait partie des dirigeants auxquels le conseil d'administration octroie un lot de stock options (en ce qui le concerne, 150 000 titres à 24,45 euros), alors que la banque est aidée par l'État. La publicité faite à ce plan, au moment où aux États-Unis l'affaire AIG est devenue un scandale, les pousse à renoncer à ce gain exceptionnel,. Fin avril 2009, Daniel Bouton annonce qu'il démissionne de son poste au conseil d'administration. Le mois suivant, Frédéric Oudéa est nommé président-directeur général.
En mai 2015, il reprend la fonction de directeur général à la suite de la dissociation des fonctions de président du conseil et de directeur général de la banque.
Le 17 mai 2022, à l'occasion de l'assemblée générale du groupe bancaire, Frédéric Oudéa annonce son départ en 2023.

### Président de Sanofi
Resté un fidèle de longue date de Nicolas Sarkozy,, dont il avait été le conseiller à son cabinet de ministre,, il succède à partir de mai 2023 à Serge Weinberg à la présidence du laboratoire pharmaceutique Sanofi,, la 5ème capitalisation boursière française et accusé d'être le « chouchou » d'Emmanuel Macron dans l'affaire de la Dépakine et de bénéficier d'aides publiques exceptionnelles",,.

## Autres mandats
En février 2023, il est nommé au conseil d'administration du loueur de voitures ALD.
Frédéric Oudéa a présidé à plusieurs reprises la Fédération bancaire française qui dispose d'un système de présidence tournante sur une année. Il l'a fait en 2011-2012, 2015-2016 et 2019-2020,.
Le 7 décembre 2021, il est nommé président de la Fondation de l’École polytechnique, succédant à Denis Ranque le 1er janvier 2022[source secondaire nécessaire] puis nommé au conseil d'administration de l’École polytechnique le 16 novembre 2023.

## Distinctions
Le 3 avril 2015, Frédéric Oudéa est nommé au grade de chevalier dans l'ordre national de la Légion d'honneur au titre de « président-directeur général d'une banque ; 27 ans de services ».
Le 31 décembre 2020, il est nommé au grade d'officier dans l'ordre national du Mérite au titre de « directeur général d'un établissement bancaire ; 33 ans de services ».

## Polémiques

### Panama Papers
En 2016, la Société générale est la principale banque française concernée par le scandale des Panama Papers. La députée PCF Marie-George Buffet demande alors la démission de Frédéric Oudéa ainsi que des suites judiciaires, étant avéré que celui-ci a menti quatre ans plus tôt, en assurant lors de son audition sous serment par la commission d’enquête sur l’évasion fiscale, que sa banque ne détenait plus de filiale dans des paradis fiscaux. Le sénateur PCF Éric Bocquet a quant à lui annoncé qu'il allait saisir le bureau du Sénat en vue de poursuivre en justice Frédéric Oudéa pour faux témoignage, au sujet de ces déclarations faites sous serment lors d'une audition au Sénat. Le 27 mai, le bureau du Sénat permet à Frédéric Oudéa d'éviter le passage en justice, au grand étonnement du groupe communiste qui avait sollicité le bureau.

### Éducation nationale
Son couple qu'il forme avec Amélie Oudéa-Castéra "partage également" la "polémique liée à la scolarisation de leurs enfants dans le privé" et leurs points de vue sur l'éducation nationale publique, qui débute par cette tirade : « mon mari et moi, qui avons vu des paquets d’heures qui n’étaient pas sérieusement remplacées, on en a eu marre comme des centaines de milliers de familles qui à un moment ont fait un choix d’aller chercher une solution différente ». L'entourage de sa femme le cite même nommément le lendemain : "comme tous les parents, Amélie Oudéa-Castéra et Frédéric Oudéa ont toujours eu comme priorité le bien-être de leur enfant et sous-entendre qu’ils auraient fait un choix qui irait à l’encontre de leurs valeurs et de l’épanouissement de leur petit garçon les heurte profondément". La polémique concerne également le fait que leurs enfants sont scolarisés dans des classes non-mixtes au sein du collège Stanislas (Paris 6ème).